# 山口周
山口 周（やまぐち しゅう、1970年 - ）は、日本の著作家・経営コンサルタントである。株式会社ライプニッツ代表。北九州市アドバイザー。
「経営におけるアートとサイエンスのリバランス」「組織の潜在的創造性の開発」「資本主義とビジネスの未来」などを主な専門領域とする。コーンフェリーのシニアパートナーを務めながら、研究、経営大学院での教職、著作、各種ワークショップの実施、パブリックスピーキングなどに携わる。学部と大学院で哲学・美術史を学んだという経歴を活かし「人文科学と経営科学の交差点」をテーマに活動を行っている。

## 来歴
東京都生まれ。慶應義塾高等学校・慶應義塾大学文学部哲学科美学美術史学専攻を卒業後、慶應義塾大学大学院文学研究科美学美術史学専攻修士課程を修了した。電通、ブーズ・アレン・ハミルトン、ボストン・コンサルティング・グループ、A.T.カーニーに勤務した。2011年以降より2019年1月現在まで、コーンフェリーのシニアパートナー。また2018年5月以降2019年1月現在まで、一橋大学大学院経営管理研究科非常勤講師を務めた。多摩美術大学クリエイティブリーダーシッププログラム講師。

## 著作
- 『グーグルに勝つ広告モデル――マスメディアは必要か』（光文社、2008年、岡本一郎名義[要追加記述]、ISBN 978-4-3340-3452-8）
- 『天職は寝て待て――新しい転職・就活・キャリア論』（光文社、2012年、ISBN 978-4-3340-3677-5）
- 『外資系コンサルのスライド作成術――図解表現23のテクニック』（東洋経済新報社、2012年、ISBN 978-4-4925-5720-4）
- 『世界で最もイノベーティブな組織の作り方』（光文社、2013年、ISBN 978-4-3340-3768-0）
- 『外資系コンサルの知的生産術――プロだけが知る「99の心得」』（光文社、2015年、ISBN 978-4-3340-3836-6）
- 『外資系コンサルのプレゼン術――プレゼンを劇的に改善する、たった一つのコツ』（Amazon Kindle、2015年）
- 『外資系コンサルのスライド作成術〔作例集〕――実例から学ぶリアルテクニック』（東洋経済新報社、2015年、ISBN 978-4-4925-5759-4）
- 『外資系コンサルが教える 読書を仕事につなげる技術』（KADOKAWA / 中経出版、2015年、ISBN 978-4-0460-1191-6）
- 『外資系コンサルが教えるプロジェクトマネジメント』（大和書房、2016年、ISBN 978-4-4797-9497-4）
- 『トップ１％に上り詰めたいなら、20代は“残業”するな』（PHP研究所、2016年、ISBN 978-4-8047-1827-9）
- 『世界のエリートはなぜ「美意識」を鍛えるのか? 経営における「アート」と「サイエンス」』（光文社、2017年、ISBN 978-4334039967）
- 『知的戦闘力を高める 独学の技法』（ダイヤモンド社、2017年、ISBN 978-4478103395）
- 『武器になる哲学 人生を生き抜くための哲学・思想のキーコンセプト50』（KADOKAWA、2018年、ISBN 978-4046023919）
- 『劣化するオッサン社会の処方箋 なぜ一流は三流に牛耳られるのか』（光文社、2018年、ISBN 978-4334043735）
- 『仕事選びのアートとサイエンス』（光文社、2019年、ISBN 978-4334044039）
- 『ニュータイプの時代 新時代を生き抜く24の思考・行動様式』（ダイヤモンド社、2019年、ISBN 978-4478108345）
- 『「仕事ができる」とはどういうことか?』 （宝島社、2019年、ISBN 978-4800294692）
- 『ビジネスの未来―エコノミーにヒューマニティを取り戻す』 （プレジデント社、2020年、ISBN 978-4833423939）
- 『自由になるための技術 リベラルアーツ』 （講談社、2021年、ISBN 978-4065222683）

### 共著
- 『世界観をつくる 「感性×知性」の仕事術』（朝日新聞出版、2020年、ISBN 978-4022516732） - 水野学との共著
- 『仮想空間シフト』（MdN新書、2020年、ISBN 978-4295200161） - 尾原和啓との共著

### その他
- 『マンガと図解でわかる 世界のエリートはなぜ「美意識」を鍛えるのか?』（光文社、2020年、ISBN 978-4334951757）  - 監修。マンガ：PECO

## メディア出演

### ラジオ出演
- NTT Group BIBLIOTHECA 〜THE WEEKEND LIBRARY〜（2022年4月2日 - 、J-WAVE） - ナビゲーター[9]。

### 音声講義
- アート思考（2021年2月、VOOX）